# Janusz Głowacki
Janusz Andrzej Głowacki (13. září 1938 Poznaň – 19. srpna 2017) byl polský prozaik, dramatik, fejetonista.

## Život a dílo
Studoval polonistiku na Varšavské univerzitě. Debutoval v roce 1960 v „Almanachu Mladých“ a v roce 1964 začal spolupracovat s časopisem „Kultura“, kde zaujal jako autor krátkých povídek a fejetony, které vyšly později ve sbírkách Wirówka nonsensu "Odstředivka nesmyslu "(1968) a Nowy taniec la-ba-da (1970).
Na přelomu 60. a 70. let začal pracovat jako scenárista. V té době vznikl film Andrzeje Wajdy Polowanie na mouchy „Lov na mouchy“, opírající se o Głowackého tvorbu. Opravdovým úspěchem se stal film ve spolupráci s Markem Piwowskim Rejs „Plavba“, který je podle některých považován za nejlepší polskou komedii všech dob.
Fejetony v „Kultuře“ publikoval do roku 1981, ale jako mnoho jiných polských autorů zůstal po vyhlášení výjimečného stavu za hranicemi. Usadil se v USA, kde rozvíjel svou dramatickou tvorbu. Americká divadla zaujal hrou Polowanie na karaluchy „Lov na šváby“ (1986). Největším úspěchem na dramatickém poli se stala hra Antygona w Nowym Jorku „Antigona v New Yorku“ (1992) často hraná v USA i Evropě. Głovacki žil v New Yorku od roku 1983 a později střídavě ve Varšavě.
Jeho tvorba byla přeložena do mnoha jazyků (angličtiny, čínštiny, češtiny, estonštiny, francouzštiny, španělštiny, korejštiny, němčiny, ruštiny, srbštiny, slovenštiny, maďarštiny). Byl členem Stowarzyszenia Pisarzy Polskich „Spolek Polských Spisovatelů“.

## Fotogalerie

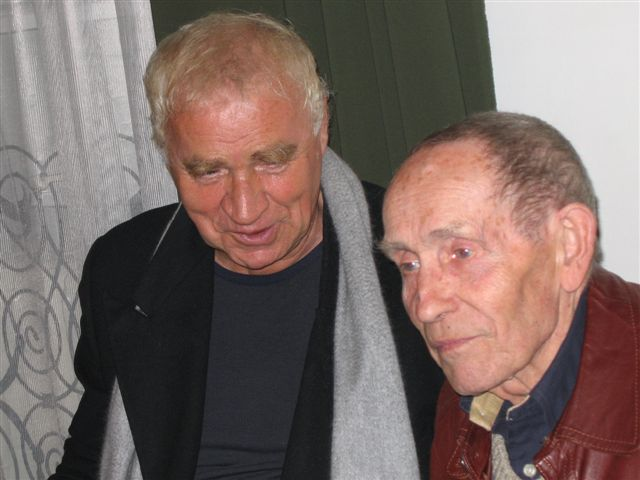
Polští spisovatelé: Janusz Głowacki (* 1938) a Tadeusz Konwicki (1926–2015)
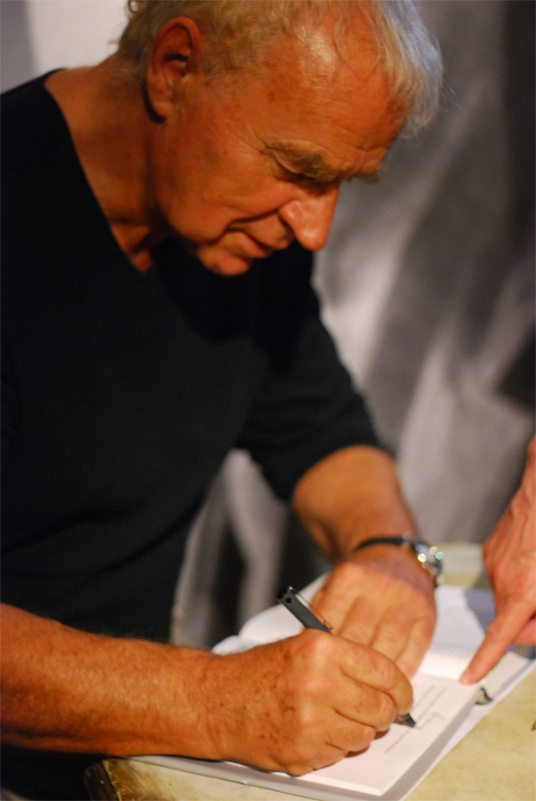
Janusz Głowacki (2009)